# A lyga 2018
La A lyga 2018 è stata la 29ª edizione della massima divisione del campionato lituano di calcio. La stagione è iniziata il 24 febbraio 2018 e si è conclusa l'11 novembre 2018. Il Sūduva ha vinto il campionato per la seconda stagione consecutiva.

## Stagione

### Novità
Dalla A lyga 2017 era stato retrocesso il Kauno Žalgiris, mentre dalla 1 Lyga 2017 era stato promosso il Palanga.

Poco dopo la fine del torneo 2017 l'Utenis Utena manifestò la volontà di rinunciare al posto in A lyga per iscriversi in 1 Lyga. L'Utenis Utena non ottenne la licenza di A lyga dalla federazione lituana retrocedendo in 1 Lyga, e al suo posto venne riammesso il Kauno Žalgiris.

### Formula
Il campionato è composto di 8 squadre e ogni squadra affronta le altre squadre quattro volte, due volte in casa e due volte in trasferta, per un totale di 28 giornate. Le prime sei classificate accedono alla seconda fase per la definizione delle posizioni finali. La settima classificata disputa uno spareggio contro la seconda classificata della 1 Lyga per la permanenza in A lyga. L'ottava classificata retrocede direttamente in 1 Lyga.
Nella seconda fase ciascuna squadra affronta le altre una volta sola per un totale di cinque giornate, con le squadre che mantengono i punti conquistati nella stagione regolare. La squadra prima classificata è campione di Lituania ed è ammessa al secondo turno di qualificazione della UEFA Champions League 2019-2020. Le squadre classificate al secondo e terzo posto sono ammesse al primo turno di qualificazione della UEFA Europa League 2019-2020.

## Squadre partecipanti
| Club           | Città       | Stadio                            | Stagione precedente  |
| -------------- | ----------- | --------------------------------- | -------------------- |
| Atlantas       | Klaipėda    | Klaipėdos M. Centrinis Stadionas  | 5º posto in A lyga   |
| Jonava         | Jonava      | Jonavos centrinis stadionas       | 4º posto in A lyga   |
| Kauno Žalgiris | Kaunas      | S. Dariaus ir S. Girėno stadionas | 8º posto in A lyga   |
| Palanga        | Palanga     | Centrinis miesto stadionas        | 1º posto in 1 Lyga   |
| Stumbras       | Kaunas      | S. Dariaus ir S. Girėno stadionas | 7º posto in A lyga   |
| Sūduva         | Marijampolė | ARVI Futbolo Arena                | Campione di Lituania |
| Trakai         | Trakai      | LFF stadionas (gioca a Vilnius)   | 3º posto in A lyga   |
| Žalgiris       | Vilnius     | LFF stadionas                     | 2º posto in A lyga   |

## Stagione regolare

### Classifica finale
|  | Pos. | Squadra        | Pt | G  | V  | N | P  | GF | GS | DR  |
|  | ---- | -------------- | -- | -- | -- | - | -- | -- | -- | --- |
|  | 1.   | Sūduva         | 67 | 28 | 21 | 4 | 3  | 59 | 16 | +43 |
|  | 2.   | Žalgiris       | 62 | 28 | 19 | 5 | 4  | 60 | 20 | +40 |
|  | 3.   | Stumbras       | 45 | 28 | 13 | 6 | 9  | 36 | 25 | +11 |
|  | 4.   | Trakai         | 42 | 28 | 11 | 9 | 8  | 37 | 26 | +11 |
|  | 5.   | Kauno Žalgiris | 35 | 28 | 10 | 5 | 13 | 22 | 31 | -9  |
|  | 6.   | Atlantas       | 23 | 28 | 6  | 5 | 17 | 26 | 55 | -29 |
|  | 7.   | Palanga        | 20 | 28 | 5  | 5 | 18 | 17 | 58 | -41 |
|  | 8.   | Jonava         | 19 | 28 | 4  | 7 | 17 | 24 | 50 | -26 |

Legenda:
      Ammesse alla seconda fase.
 Ammessa allo spareggio promozione-retrocessione
      Retrocessa in 1 Lyga 2019
Note:
Tre punti a vittoria, uno a pareggio, zero a sconfitta.
La classifica viene stilata secondo i seguenti criteri:
- Punti conquistati
- Punti conquistati negli scontri diretti
- Differenza reti negli scontri diretti
- Differenza reti generale
- Reti totali realizzate
- Partite vinte
- Posizionamento delle squadre riserve nel campionato riserve

### Risultati

#### Partite (1-14)
|                  | Atl  | Jon  | Kau  | Pal  | Stu  | Sūd  | Tra  | Žal  |
| ---------------- | ---- | ---- | ---- | ---- | ---- | ---- | ---- | ---- |
| Atlantas         | –––– | 1-0  | 0-1  | 1-1  | 0-0  | 0-3  | 0-2  | 2-5  |
| Jonava           | 1-1  | –––– | 0-1  | 4-0  | 0-2  | 0-0  | 0-0  | 1-2  |
| Kauno Žalgiris   | 2-3  | 1-0  | –––– | 0-0  | 0-1  | 0-3  | 1-4  | 0-0  |
| Palanga          | 0-2  | 1-1  | 1-0  | –––– | 0-2  | 0-2  | 1-1  | 1-2  |
| Stumbras         | 0-2  | 4-0  | 0-2  | 0-1  | –––– | 0-1  | 0-2  | 0-0  |
| Sūduva           | 2-1  | 4-2  | 4-1  | 2-0  | 2-0  | –––– | 0-0  | 0-0  |
| Trakai           | 0-1  | 1-1  | 2-0  | 3-1  | 1-1  | 1-4  | –––– | 0-1  |
| Žalgiris Vilnius | 3-1  | 1-2  | 2-0  | 4-0  | 1-1  | 2-3  | 3-2  | –––– |

#### Partite (15-28)
|                  | Atl  | Jon  | Kau  | Pal  | Stu  | Sūd  | Tra  | Žal  |
| ---------------- | ---- | ---- | ---- | ---- | ---- | ---- | ---- | ---- |
| Atlantas         | –––– | 1-1  | 0-1  | 1-1  | 1-3  | 2-5  | 0-2  | 1-5  |
| Jonava           | 2-1  | –––– | 0-2  | 3-1  | 1-3  | 1-2  | 1-3  | 0-6  |
| Kauno Žalgiris   | 4-0  | 1-1  | –––– | 2-0  | 0-2  | 1-0  | 1-1  | 0-1  |
| Palanga          | 2-0  | 3-1  | 0-1  | –––– | 1-5  | 1-4  | 1-0  | 0-5  |
| Stumbras         | 2-1  | 3-0  | 0-0  | 2-0  | –––– | 1-2  | 1-0  | 0-2  |
| Sūduva           | 3-0  | 2-0  | 1-0  | 5-0  | 3-0  | –––– | 0-0  | 0-1  |
| Trakai           | 1-2  | 1-0  | 1-0  | 3-0  | 2-2  | 1-2  | –––– | 1-0  |
| Žalgiris Vilnius | 3-1  | 2-1  | 4-0  | 2-0  | 0-1  | 1-0  | 2-2  | –––– |

## Seconda fase

### Classifica finale
|  | Pos. | Squadra        | Pt | G  | V  | N | P  | GF | GS | DR  |
|  | ---- | -------------- | -- | -- | -- | - | -- | -- | -- | --- |
|  | 1.   | Sūduva         | 77 | 33 | 24 | 5 | 4  | 72 | 20 | +52 |
|  | 2.   | Žalgiris       | 75 | 33 | 23 | 6 | 4  | 70 | 23 | +47 |
|  | 3.   | Trakai         | 51 | 33 | 14 | 9 | 10 | 46 | 29 | +17 |
|  | 4.   | Stumbras       | 51 | 33 | 15 | 6 | 12 | 45 | 35 | +10 |
|  | 5.   | Kauno Žalgiris | 39 | 33 | 11 | 6 | 16 | 29 | 41 | -12 |
|  | 6.   | Atlantas       | 24 | 33 | 6  | 6 | 21 | 28 | 75 | -47 |

Legenda:
      Campione di Lituania e ammessa alla UEFA Champions League 2019-2020
      Ammesse alla UEFA Europa League 2019-2020
Note:
Tre punti a vittoria, uno a pareggio, zero a sconfitta.
La classifica viene stilata secondo i seguenti criteri:
- Punti conquistati
- Spareggio (solo per decidere la squadra campione)
- Punti conquistati negli scontri diretti
- Differenza reti negli scontri diretti
- Differenza reti generale
- Reti totali realizzate
- Partite vinte
- Posizionamento delle squadre riserve nel campionato riserve

### Risultati
|                  | Atl  | Kau  | Stu  | Sūd  | Tra  | Žal  |
| ---------------- | ---- | ---- | ---- | ---- | ---- | ---- |
| Atlantas         | –––– | 1-3  |      |      | 1-5  |      |
| Kauno Žalgiris   |      | –––– | 1-2  | 1-1  |      |      |
| Stumbras         | 6-0  |      | –––– | 1-4  | 0-3  |      |
| Sūduva           | 6-0  |      |      | –––– | 1-0  | 1-2  |
| Trakai           |      | 1-0  |      |      | –––– | 0-1  |
| Žalgiris Vilnius | 0-0  | 5-2  | 2-0  |      |      | –––– |

## Spareggio salvezza
Allo spareggio salvezza viene ammessa la settima classificata in A lyga, il Palanga, e la seconda classificata in 1 Lyga, il DFK Dainava.
|             | Risultati |             | Luogo e data              |
| ----------- | --------- | ----------- | ------------------------- |
| DFK Dainava | 0 - 3     | Palanga     | Alytus, 28 ottobre 2018   |
| Palanga     | 2 - 0     | DFK Dainava | Gargždai, 3 novembre 2018 |
|             |           |             |                           |

## Statistiche

### Classifica marcatori
| Gol |  |  | Giocatore          | Squadra  |
| --- |  |  | ------------------ | -------- |
| 23  |  |  | Liviu Antal        | Zalgiris |
| 17  |  |  | Marcos Júnior      | Stumbras |
| 12  |  |  | Donatas Kazlauskas | Trakai   |
| 11  |  |  | Ugochukwu Ogana    | Zalgiris |
| 10  |  |  | Gerson Acevedo     | Suduva   |
| 9   |  |  | Ovidijus Verbickas | Suduva   |
| 8   |  |  | Rigino Cicilia     | Suduva   |
| 8   |  |  | Tomáš Malec        | Zalgiris |
| 8   |  |  | Laurynas Stonkus   | Jonava   |
| 7   |  |  | Justinas Marazas   | Trakai   |
| 6   |  |  | Nasro Bouchareb    | Stumbras |
| 6   |  |  | Sandro Gotal       | Suduva   |
| 6   |  |  | Karolis Laukžemis  | Suduva   |
| 6   |  |  | Linas Pilibaitis   | Suduva   |
| 6   |  |  | Andro Švrljuga     | Suduva   |
| 6   |  |  | Josip Tadić        | Suduva   |
| 6   |  |  | Marko Tomić        | Zalgiris |
| 6   |  |  | Simonas Urbys      | Palanga  |